# Сражение при Йеллоу-Таверн
Сражение при Йеллоу-Таверн (англ. The Battle of Yellow Tavern) произошло 11 мая 1864 года в ходе Оверлендской кампании во время американской Гражданской войны. Федеральная кавалерия Филипа Шеридана была выделена из Потомакской армии по приказу генерала Улисса Гранта и отправлена в рейд на Ричмонд, с целью навязать сражение кавалерии Стюарта. Стюарт отправился на перехват Шеридана, взяв с собой три кавалерийские бригады. У Йеллоу-Таверн Стюарт занял оборонительную позицию, надеясь продержаться до подхода пехотных частей из Ричмонда. Его отряд выдержал первую атаку, но в ходе второй атаки кавалерия Джорджа Кастера сумела ворваться на позицию артиллерийской батареи Гриффина и захватить орудия. Стюарт предпринял контратаку, в ходе которой получил смертельное ранение. Его отряд потерял около 300 человек и отступил. Раненого Стюарта доставили в Ричмонд, где он умер на следующий день. Гибель Стюарта стала невосполнимой потерей для армии Конфедерации, но в то же время отсутствие кавалерии Шеридана при армии Гранта в критические дни сражения при Спотсильвейни помешало Гранту эффективно руководить сражением.

## Предыстория
Не сумев разбить Северовирджинскую армию в Глуши, генерал Грант решил переместить армию на фланг противника к Спотсильвейни. Утром 7 мая 1864 года кавалерия Филипа Шеридана выступила на Спотсильвейни, но у Тодд-Таверн была остановлена бригадой Фицхью Ли. Перестрелка затянулась до темноты, после чего Шеридан приказал кавалерии отойти. Он, вероятно, не знал то том, насколько важно захватить дорогу на Спотсильвейни. 8 мая в час ночи генерал Мид прибыл к Тодд-Таверн, обнаружил там спящую кавалерию Шеридана и пришёл в бешенство. Не найдя Шеридана, он лично приказал кавалерии продолжить наступление.
В тот же день главнокомандующий Потомакской армии генерал Джордж Мид и Шеридан встретились в штабе. Мид был в плохом настроении и, кроме того, он не любил Шеридана, который был новым человеком в его армии. Мид обвинил Шеридана в бездарном руководстве кавалерией, а Шеридан обвинил Мида в том, что тот вмешался в руководство кавалерией и тем всё испортил. Он так же сказал, что если бы ему дали свободу рук, то он смог бы сконцентрировать кавалерию, отправится на поиски Стюарта и разбить его. Мид рассказал об этом разговоре генералу Гранту. «Шеридан так действительно сказал? — спросил Грант, — что ж, он обычно знает, что говорит. Пусть начинает прямо сейчас».

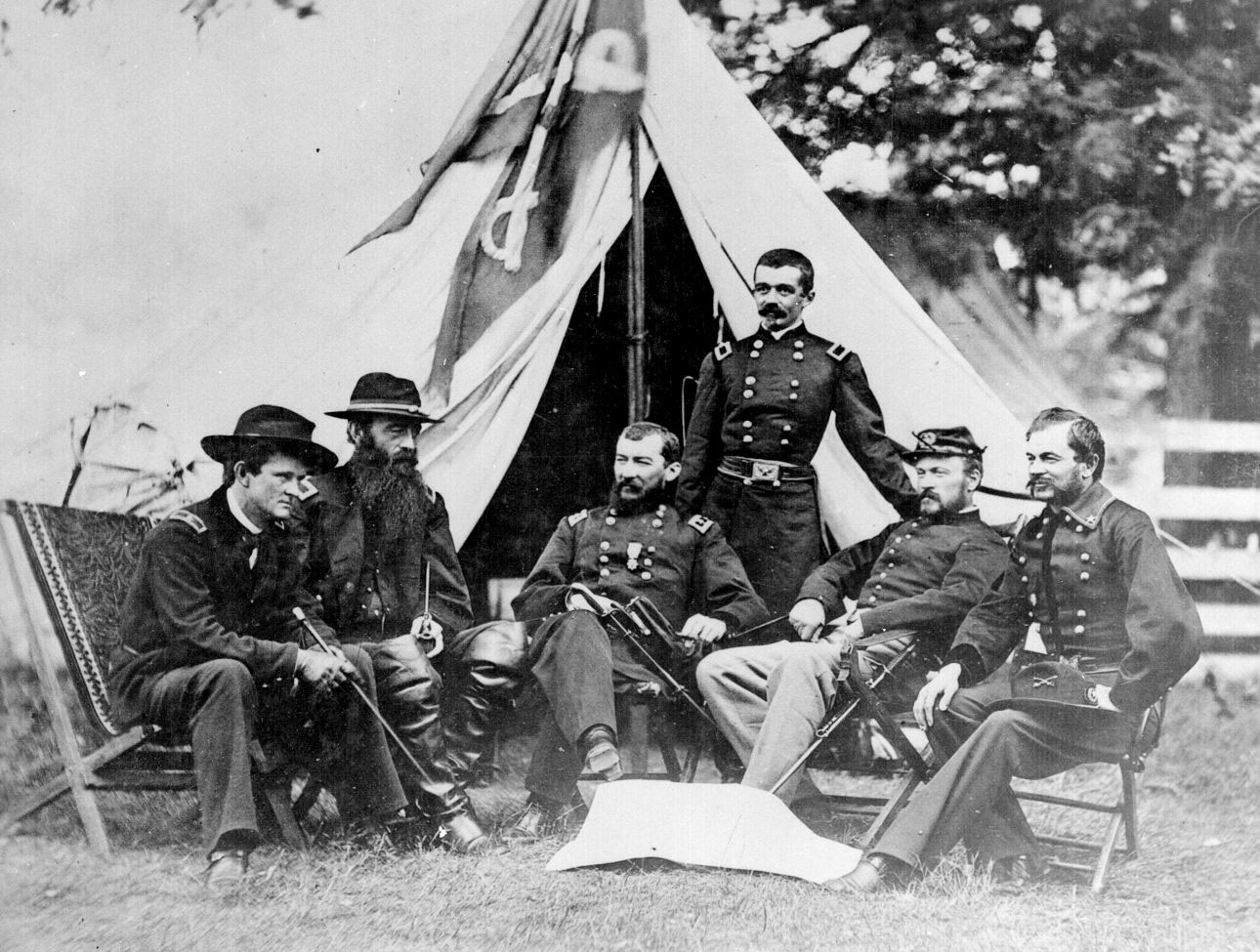
Генерал Шеридан со своими генералами (1864). Слева направо: генералы Уэсли Мерритт, Дэвид Грэгг, Шеридан, Генри Дэвис (стоит), Джеймс Уильсон и Альфред Торберт

Днём Шеридан собрал у дома Элрича командиров трёх своих дивизий, Уильсона, Мерритта и Грегга, и изложил им суть операции. Он решил наступать на Ричмонд прямо и открыто, не избегая сражений, а наоборот, вынуждая Стюарта на противодействие. Он рассчитывал дойти до реки Джеймс, пополнить боеприпасы у армии Батлера и оттуда отправиться назад. Вечером кавалерийский корпус приготовился к наступлению. Кавалеристам выдали по 40 патронов на ружейный ствол и по 18 на пистолет. Были выданы трёхдневные запасы продовольствия. Повозки загрузили только боеприпасами. В корпусе Шеридана только бригада Кастера имела 7-зарядные карабины Спенсера, но теперь он выдал их и дивизии Уильсона. Шеридан сказал, что люди Уильсона заслужили право на это оружие.
Рано утром 9 мая корпус Шеридана — 10 000 всадников в колонне по четыре, при шести батареях, — выступил от дома Элрича. Впереди шла дивизия Мерритта. Корпус растянулся по дороге на дороге на 13 миль. Очевидцы утверждали, что колонна проходила мимо одной точки за 4 часа. Выйдя на дорогу Фредериксберг-Ричмонд (Телеграфную дорогу), колонна повернула на юг, в сторону Ричмонда.
Стюарт выделил для преследования бригады Уикхэма и Ломакса из дивизии Фицхью Ли. В 12:00 пехота сменила их на позиции и в 13:00 они начали преследование. Стюарт дополнительно усилил из бригадой Джеймса Гордона. Всего в отряде было 10 кавалерийских полков, около 3 000 человек. Южанам удалось нагнать противника у Чилсберга, где завязалась перестрелка. Стюарт покинул Спотсильвейни в 15:00 и прибыл в лагерь под Чилсбергом к вечеру. Утром 10 мая начались перестрелки на рубеже реки Норт-Анна. В 08:00 Шеридан покинул Бивердем-Стейшен и продолжил рейд на Ричмонд. Стюарт понял, что у него нет шанса в бою с противником на открытой местности и решил навязать противнику бой под Ричмондом, где на помощь к нему мог прийти гарнизон города. Он приказал Гордону тревожить тылы колонны Шеридана, а сам с бригадами Уикхэма и Ломакса отправился на восток к Хановер-Джанкшен, откуда повернул по телеграфной дороге на юг к Ричмонду.
Днём Стюарт успел навестить жену, которая жила у родственников в усадьбе около Бивердем-Стейшен, а в конце дня нагнал колонну. В 21:00 отряд остановился на ночёвку около Тейлорсвилла. Ночью из Хановер-Джанкшен подошла балтиморская легкоартиллерийская батарея Брэдли Джонстона.
11 мая Шеридан начал марш в 02:00, а Стюарт в 03:00. Шеридан решил разделить свой отряд. Бригада Грегга осталась у сожжённого моста в качестве арьергарда. Дивизии Мерритта и Уильсона должны были идти по Маунтин-Роуд до Аллен-Стейшен. Бригада Дэвиса должна была идти сельскими дорогами к Эшланду и уничтожить там на станции всё, что сумеет, после чего присоединиться к основной колонне. Северяне покинули лагерь на рассвете. Конфедераты Гордона сразу же завязали перестрелку с бригадой Грегга и оттеснили её от моста, но несмотря на отступление люди Грегга сохранили боеспособность и продолжили прикрывать тыл колонны Шеридана. В это же время бригада Дэвиса, которая покинула лагерь в 02:00, вышла к Эшланду и столкнулась там с кавалерией Ломакса. Шеридан отправил небольшой отряд для разорения станции Эшланд. 1-й Массачусетский кавалерийский полк столкнулся в Эшланде с 2-м Вирджинским и отступил. Стюарт понял, что Шеридан идёт параллельным курсом к Йеллоу-Таверн, и в 06:30 отправил донесение об этом генералу Брэггу в Ричмонд. Стюарт сообщил, что отбил нападение на Эшланд и что противник движется к Йеллоу-Таверн. «Мои люди и лошади устали, проголодались и измучились, но в общем всё в порядке», писал Стюарт. Он продолжил ускоренный марш на юг. Бригада Ломакса прибыла к Йеллоу-Таверн к 08:00, а Стюарт с бригадой Уикхэма — между 09:00 и 10:00.

## Сражение
Между тем колонна Шеридана наступала по Маунтин-Роуд; дивизия Мерритта шла первой, за ней дивизия Уильсона, и бригада Грегга в арьергарде. Бригада Гиббса вела разведку впереди колонны, а 6-й Пенсильванский кавалерийский полк был развёрнут в пикетную цепь. Колонне предстояло выйти с северо-запада к тому месту, где Маунтин-роуд соединялась с Телеграфной дорогой, образуя развилку в форме буквы Y. На развилке, с восточной стороны дороги, стояла Жёлтая Таверна, от неё до Ричмонда было всего 6 миль. Около 08:00 кавалерия Ломакса подошла к развилке и встала на Телеграфной дороге, севернее таверны, фронтом на восток. 6-й Вирджинский кавалерийский полк стоял у самой развилки, а 5-й и 15-й севернее. Ломакс оставил полковника Генри Пейта командовать позицией, а сам поднялся на соседнюю высоту для наблюдения за местностью.
Когда Стюарт прибыл на позицию, он обнаружил, что у него есть три варианта действий: развернуться поперёк пути движения Шеридана, развернуться на его фланге, или отступить в укрепления Ричмонда. Стюарт выбрал второй вариант. Он дождался подхода бригады Уикхэма и поставил её на высотах правее Ломакса. Если Шеридан пойдёт прямо по дороге на Ричмонд, его можно будет атаковать во фланг и тыл. Так же Стюарт отправил адъютанта Генри Макклеллана в Ричмонд с просьбой прислать какие-нибудь пехотные подкрепления.

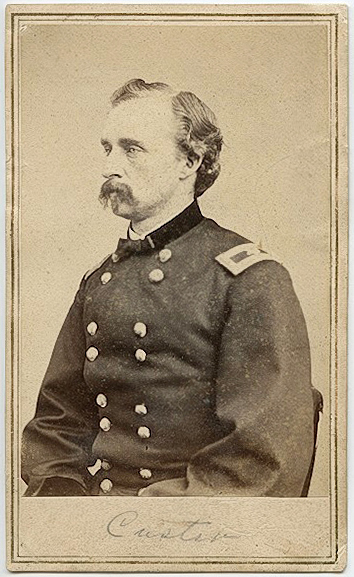
Джордж Кастер в 1864 году.

Около 09:00 колона Шеридана подошла к развилке и пикетная цепь 6-го Пенсильванского кавполка столкнулась с пикетами 6-го Вирджинского кавполка. Гиббс построил всю бригаду в боевую формацию; бригада Дэвина подошла и встала справа, а бригада Кастера слева. Вся дивизия Мерритта была теперь готова к бою, но Шеридан решил не начинать бой силами одной дивизии. Кроме того, Кастера смущала артиллерия, размещенная южанами на высотах. Решено было сначала выбить бригаду Ломакса. 5-й и 6-й Мичиганские полки спешились и атаковали пикеты противника, в то время как 1-й и 7-й остались в седле в качестве резерва. Спешенные полки Кастера сразу попали под огонь 5-го и 15-го Вирджинских полков и их наступление приостановилось. Бригаде Дэвина повезло больше: она сумела атаковать Ломакса во фланг и оттеснить 6-й Вирджинский кавполк. Вслед за этим вынуждены были отходить 5-й и 15-й Вирджинские. В это время бригада Уикхэма занимала позиции на высотах, к западу от Телеграфной дороги. Прямо на дороге Стюарт установил Балтиморскую легкоартиллерийскую батарею.
Полковник Генри Клей Пейт получил приказ держать позицию дороги любой ценой. Это был тот самый Пейт, которого в 1856 году Стюарт освободил из рук Джона Брауна. Впоследствии, в 1862 году, Стюарт принял сторону Россера в его конфликте с Пейтом и добился того, что Пейта отдали под трибунал. Теперь Пейт командовал 5-м Вирджинским кавалерийским полком. Стюарт сказал Гарнетту: «Идите и скажите полковнику Пейту, чтобы он держал позицию любой ценой». Историк Эмори Томас пишет, что Стюарт лично отправился к Пейту и передал ему этот приказ. После этого они пожали друг другу руки. Джеффри Уэрт предполагает, что эта история с пожатием рук может быть апокрифом.
Гарнетт нашёл Пейта на дороге, где тот стоял на своей позиции с обнажённым мечем. Он слово в слово передал ему приказ Стюарта. «Я как сейчас вижу полковника Пейта, как он стоит, глядя мне прямо в глаза, его холодные серые глаза и бледное лицо (не из страха, а потому что таков был обычный цвет его лица) и не отвечая ни слова». Гарнетт повторил приказ. Пейт ничего не ответил, но Гарнетт увидел, по его словам, что он услышал и понял приказ, понял всю его важность, понял, что он буквально послан на смерть.
Гарнетт покинул позицию в ту самую минуту, когда начали атаку полки Мерритта. Два федеральных орудия около Йеллоу-Таверн открыли огонь по крайнему слева 6-му Вирджинскому полку. Полк выдержал обстрел, но когда с фронта его атаковала спешенная кавалерия, он не устоял и начал отступать. 5-й и 15-й держались, но они были атакованы с фронта и фланга. Оборона полков начала рушиться. Полковник Пейт стоял на позиции, размахивая шляпой. «Ещё один залп, парни, и мы отойдём на холм», сказал он, и в этот момент был убит наповал пулей в голову. Часть вирджинцев отошла на высоты, но часть была отрезана от тыла и попала в плен. Бригада Уикхэма бросилась в контратаку; Бригада Кастера отказалась подогнём с фланга и без поддержки, поэтому Кастер приказал отступить. Вслед за ним отступила и бригада Гиббса.

### Затишье
Ломакс и Стюарт навели порядок в отступающих частях и разместили их на высотах у Телеграфной дороги. Узнав о гибели Пейта, Стюарт с чувством сказал, что Пейт погиб смертью храброго солдата. Он развернул свои бригады (Ломакса и Уикхэма) фронтом на юг, а между бригадами поставил 4 орудия Балтиморской лёгкой артиллерии (так наз. Батарея Гриффина). Свой командный пост Стюарт разместил при батарее. В это время его очень беспокоила судьба бригады Гордона, которая должна была тревожить Щеридана с тыла. Около 14:00, когда бригада Ломакса отступила на высота и в сражении образовалась пауза, к Стюарту прибыл вестовой от Гордона. Он сообщил, что Гордон удачно атаковал дивизию Дэвида Грегга и связал её боем, на позволяя присоединиться к Шеридану.
За хорошими новостями от Гордона пришли плохие новости от офицеров, которые донесли, что у кавалеристов подходят к концу патроны для карабинов. Стюарт велел Гарнетту найти какие-нибудь обходные пути в Ричмонд, чтобы доставить оттуда патроны. В это же время из Ричмонда вернулся Генри Макклеллан. Стюарт поговорил с ним около часа, а в 15:00 написал письмо для Брэкстона Брэгга в Ричмонд. Он описал положение Шеридана и бригады Гордона и предложил отправить пехотную бригады Эппы Хантона из Ричмонда для атаки тыла Шеридана. Он был уверен, что при атаке с двух сторон Шеридан будет уничтожен. «Они потеснили наш левый фланг, — писал Стюарт, — но мы потеснили их левый. Как только Гордом присоединиться ко мне справа, я её раз попробую атаковать и надеюсь продвинуться до перекрёстка… Противник сегодня сражается исключительно в пешем строю». Это донесение, подписанное «Штаб около Хаф-Синк-Бридж» стало последним боевым донесением в карьере Стюарта. Историк Монте Эйкерс писал, что есть некая ирония в том, что Стюарт, который так много общался с крупнейшими полководцами Юга, своё последнее донесение отправил наименее уважаемому генералу Конфедерации.
Для реализации своего замысла Стюарту надо было дождаться Гордона, а Шеридан, в свою очередь, ждал прибытия дивизии Джеймса Уильсона. Как только дивизия подошла, Шеридан стал готовиться к новой атаке. Он решил атаковать высоты силами бригады Кастера — тремя мичиганскими полками и одним вермонтским. Остальные часть должны были поддерживать Кастера с флангов. Кастер спешил 5-й и 6-й Мичиганские полки и поставил их к западу от Телеграфной дороги для атаки позиции Уикхэма. Прямо на дороге он разметил 1-й и 7-й Мичиганские и 1-й Вермонтский, построив их в колонну. Дивизия Уильсона должна была наступать левее, на позиции бригаду Уикхэма, а бригада Гиббса — правее, на позиции бригады Ломакса.
Стюарт наблюдал в бинокль за развёртыванием бригады Кастера. «Сержант, — сказал он Уильяму Пойндекстеру, — они вон там готовятся атаковать эту батарею. Если у меня не будет полка верховых, чтобы их встретить, они захватят батарею». Он приказал ему сформировать резерв из части 1-го Вирджинского кавполка.

### Вторая атака
В 16:00 Кастер выехал к фронту 1-го Мичиганского. По сигналу горна кавалерия шагом пошла вперёд, затем перешла на рысь, двигаясь по дороге к батарее Гриффина; 1-й Мичиганский был в авангарде. Мост через Тёрнерс-Ран и склон высот немного задержал их. Батарея перешла на картечь, но это не остановило кавалеристов Кастера, которые прорвались к батарее и обрушились с саблями на артиллеристов. Справа и слева от Кастера в наступление пошла спешенная кавалерия. Как раз в этот момент пошёл дождь, из-за чего ружья вирджинцев стали часто давать осечку.
Стюарт в это время держал несколько рот в резерве. Когда мичиганцы атаковали батарею, он бросил резерв в контратаку. Ломакс лично повёл роту D 6-го Вирджинского. Гордон Реа пишет, что вирджинский полк «бросился в самоубийственную контратаку» и отбросил 1-й Мичиганский назад к реке.
За 6-м Вирджинским шли роты В и G 1-го Вирджинского (под руководством Пойндестера). «Не останавливайтесь, парни, — крикнул Стюарт роте G, — убивайте их! Убивайте их!». Затем он сам отправился за резервом. В этот момент все его адъютанты были разосланы с поручениями, а конь Макклеллана отдыхал после возвращения из Ричмонда, поэтому Стюарт был совсем один. Он подъехал к полосе леса, где мэрилендская рота «К» 1-го Вирджинского вела огонь из-за ограды Телеграфной дороги. Рота насчитывала примерно 70 или 80 человек и ею командовал капитан Густавус Дорси. Согласно воспоминаниям Дорси, 1-й Вирджинский стоял на крайнем левом фланге бригады Уикхэма; северяне захватили батарею и опрокинули весь левый фланг позиции (бригаду Ломакса) и теперь прорывались по дороге мимо левого фланга Уикхэма, то есть, мимо 1-го Вирджинского полка и роты Дорси.
Пока Кастер атаковал батарею, левее наступала дивизия Уильсона. Уильсон послал в атаку бригаду полковника Джорджа Чэпмена: 3-й Индианский и 8-й Нью-Йоркский кавалерийские полки (1-й Вермонтский полк бригады Чэпмана был придан бригаде Кастера). Прорвавшись через густой лес они сумели потеснить линию Уикхэма. 5-й Мичиганский наступал правее. Шеридан приказал им залечь. «Мы послали два полка им во фланг», сказал он. Как только полки Чэпмена заставили отходить кавалеристов Уикхэма, 5-й Мичиганский так же бросился вперёд.
Появившись на позиции роты Дорси, Стюарт остановил коня у самой ограды, между капралом Джеймсом Оливером и рядовым Фредериком Питтсом, причём его сапог задевал левый локоть Оливера. «Спокойно, парни, спокойно, — крикнул Стюарт мэрилендцам, — задайте им». Он достал кольт Уитни калибра 8 мм' (.36), которым был вооружён в тот день, и сделал шесть выстрелов по мичиганцам на дороге. Кавалерия Кастера в этот момент уже отходила, отстреливаясь. Стюарт достал саблю и крикнул «Браво, старая К! Задайте им, парни!». Примерно в это время, согласно описанию Макклеллана, один из отступающих пешком северян развернулся и выстрелил в Стюарта.
Появился Фицхью Ли с кавалеристами 1-го Вирджинского. Стюарт был в седле и держался прямо, но обеими руками вцепился в луку седла. Его, поддерживая, вели в тыл. Стюарт узнал Ли, слегка улыбнулся ему и отдал свой последний приказ: «За дело, Фиц, старый друг, — сказал он, — я знаю, ты всё сделаешь правильно». К этому моменту северяне были уже отброшены от орудий, но позиция стала безнадёжной. 7-й Мичиганский и 1-й Вермонтский снова пошли в атаку и южане начали отступать. Некоторые уходили на север за Чикахомини, некоторые к Эшланду, а некоторые окружным путём к Ричмонду.

### Ранение Стюарта
Полковник 5-го Мичиганского, Рассел Элджер, сообщил в рапорте, что рядовой его полка, Джон Хафф из роты Е, сделал этот выстрел. Он утверждал, что Хафф стрелял в офицера с знаменем в руке, который был окружён штабными офицерами. По мнению Джеффри Уэрта это не мог быть Стюарт. Кроме того, 5-й Мичиганский атаковал позицию бригады Уикхэма, а не батарею Гриффина. По всей вероятности, это был кто-то из 1-го или 7-го Мичиганских полков. Сам же Элджер уже после войны встречался с вдовой Стюарта и признавался ей, что именно он «отдал приказ снайперу застрелить генерала Стюарта». Версия об участии Хаффа изложена в официальном рапорте генерала Кастера. Существует мнение, что Кастер специально распространял эту версию, чтобы приписать своей бригаде честь убийства Стюарта.
Мортон Эйкерс пишет, что основная масса воспоминаний о ранении Стюарта была написана уже через много лет после окончания войны и существуют серьёзные расхождения между версиями. Версия о ранении Стюарта на позиции роты Дорси является общепринятой и присутствует в четырёх основных биографиях Стюарта. Она базируется на показаниях капитана Дорси. Но существует ещё одна версия: лейтенанта Макнульти, который служил при батарее Гриффина. По его словам он и майор Бретхед были последними, кто покинул батарею Гриффина. Отступая на задний склон холма, они увидели Стюарта с флагом в руках. Оттуда он повёл кавалерию в атаку, и позже Маунульти видел его около реки, в окружении людей, но это были не люди Дорси.
Доктор Брюэр, который мог знать события со слов самого Стюарта, излагает немного иную версию. По его словам, Стюарт видел, что готовится атака его левого фланга и бросился туда, и там был со штабом атакован федеральной кавалерией. Он шесть раз выстрелил в атакующих а они, узнав его, выстрелили в него 12 раз. Последняя пуля попала в Стюарта. Стюарт нашёл в себе силы отъехать под прикрытие своей линии.
По версии лейтенанта 1-го Вирджинского, Элии Колнера, Бретхед и Макнульти встретили Стюарта на задней стороне холма и сказали, что батарея захвачена, но её можно отбить двумя эскадронами кавалерии. Старт приказал 1-му Вирджинскому атаковать, но во время атаки капитан Хэммонд, который возглавил атаку, был убит, и Стюарт повёл атаку сам. Атакующие скрылись за холмом, а чуть позже Стюарт вернулся раненый в сопровождении рядового Брюса из роты Дорси. Колнер был знаком с версией Дорси и считал её полностью ошибочной.
Сержант роты Е, Хейден, в 1909 году писал, что на месте сражения рос такой густой лес, что ни один человек не мог видеть, как погиб генерал Стюарт. Он утверждал, как видел Стюарта при роте Хэммонда, которая шла к Йеллоу-Таверн, но не для контратаки, а для того, чтобы заманить противника в ловушку. Потом рота стала отступать и при отступлении смешалась с преследователями и Хейден услышал, что Стюарт ранен и что рядовой Брюс помог ему покинуть поле боя.

## Последствия
Сражение при Йеллоу-Таверн стало тяжёлым ударом для Конфедерации. Её кавалерия была разбита, а Стюарт смертельно ранен. Фицхью Ли потом писал, что гибель Стюарта была самым важным последствием из всех возможных, и что эта потеря была невосполнима для генерала Ли. Но и потери в людях были высоки. Уикхэм потерял около 100 человек, а Ломакс около 200. Многие кавалеристы остались без лошадей. Генерал Уильсон писал потом, что это сражение стало поворотным моментом в истории противостояния кавалерии Севера и Юга. Он говорил, что с этого момента южане старались не встречаться с федеральной кавалерией в открытом поле. Шеридан писал, что при Йеллоу-Таверн было покончено с мифом о непобедимости кавалеристов Юга. По его словам, разгром Стюарта нанёс южанам удар, от которого они были не в состоянии оправиться.
Гибель Стюарта действительно стала тяжёлым моральным ударом для Юга, но в долгосрочной перспективе северяне выиграли немного. Место Стюарта занял Уэйд Хэмптон, который навёл в кавалерии более жёсткую дисциплину и стал использовать кавалерию более рационально. Гордон Реа писал, что разбив Стюарта, Шеридан парадоксальным образом получил ещё более опасного противника.
Уже после войны было много споров о том, кому принадлежит основная заслуга в этой победе. Кастер прославился атакой батареи Гриффина, но историки писали, что несмотря на все заслуги, он стремился приписать себе львиную долю славы, утверждая, что на него легла основная нагрузка в тот день. Уильсон писал, что вся слава досталась Кастеру, хотя все участники хорошо помнят, что в атаке наполовину участвовала бригада Чэпмена и она заслужила как минимум половину всей славы. Вместе с тем соотношение потерь говорит в пользу Кастера: его бригада потеряла 113 человек, бригада Гиббса 19, а Уильсон потерял 11 человек.
И несмотря на эту победу, рейд Шеридана всё равно был крупнейшей ошибкой Оверлендской кампании. Судьба кампании решалась при Спотсильвейни, а Шеридан, лишив Гранта кавалерии, оставил его без важнейшего ресурса. Его победа была слабым утешением для тех северян, что вынуждены были погибать в траншеях при Спотсильвейни. Своим отсутствием на поле боя Шеридан навредил Гранту в большей степени, чем Стюарт навредил своим отсутствием при Геттисберге.

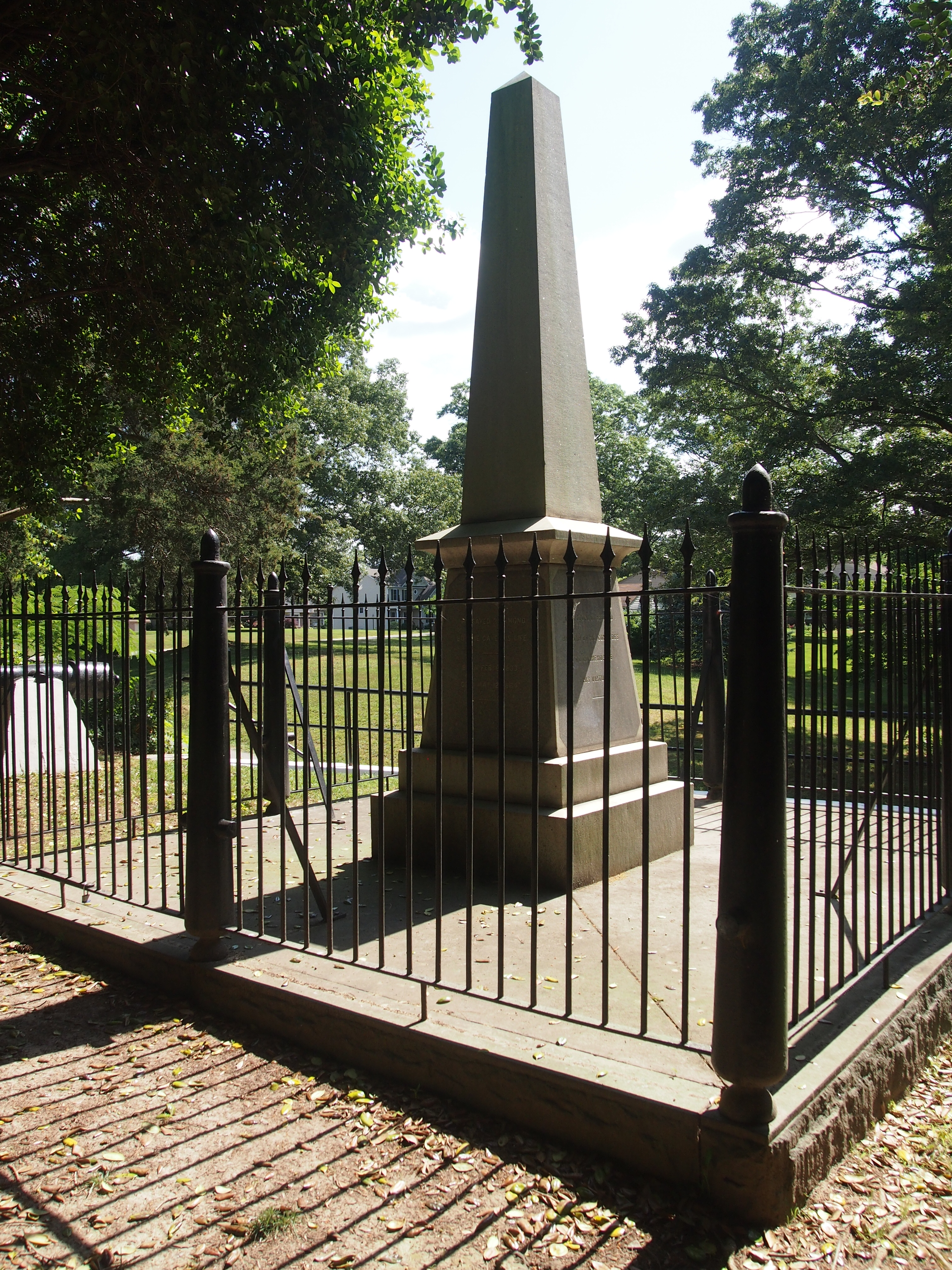
Памятник Стюарту у Телеграфной Дороги

Генерал Уэсли Мерритт за храбрость и отличие при Йеллоу-Таверн получил временное звание подполковника регулярной армии, датированное 11-м мая.

## Память
Большая часть территории, на которой происходило сражение, утрачена к настоящему времени. Автобан №295 — объездная Ричмонда и Петерсберга — разрезала поле боя на две части. Автобан был открыт в 1981 году и прошёл как раз по участку, через который Чэпмен, Кастер и Гиббс атаковали позицию Стюарта. В то же время территория, на которой Мерритт атаковал Ломакса, ушла под частную застройку. Некоторые фрагменты поля боя, однако, уцелели. Сохранилась часть дороги Маунтин-Роуд, сохранилась часть Телеграфной дороги, где держала оборону бригада Ломакса. Видна так же часть высоты, которую удерживали Уикхэм и Ломакс.
Сохранилось и место, где был ранен Стюарт. 18 июня 1888 года на этом месте был открыт памятник. На церемонии присутствовали многие ветераны сражения, в том числе и Фицхью Ли, который в то время был губернатором Вирджинии. Вдова Стюарта, Флора Кук Стюарт, лично контролировала создание монумента. В мае 1964 года на этом месте проходила церемония по случаю 100-летия сражения.